# Morton Tinmouth
Morton Tinmouth – osada i civil parish w Anglii, w hrabstwie Durham. Leży 23 km na południowy zachód od miasta Durham i 358 km na północ od Londynu. W 2001 roku civil parish liczyła 13 mieszkańców.